# Avant-garde metal
El avant-garde metal, metal experimental, metal vanguardista , etc, es un subgénero del heavy metal caracterizado por el uso de elementos vanguardistas, la experimentación y el uso de sonidos, estructuras e instrumentos poco comunes.

## Características
El término avant-garde metal engloba a las bandas y músicos que "incorporan innovadores elementos en el heavy metal, que rompen las convenciones, derriban muros y cruzan fronteras". Este género fue también descrito como "el arte de crear profundas y extrañas atmósferas mediante la experimentación con nuevos instrumentos y sonidos, voces extrañas, estructuras no convencionales, ritmos y armonías, letras inusuales y diseños poco comunes" o, alternativamente, "interpretaciones progresivas, psicodélicas, surrealistas, fantasmagóricas, expresionistas, disonantes o extravagantes del heavy metal".
Michael Haas, miembro de la banda austriaca Angizia, denota que el avant-garde es "un distanciamiento consciente de la escucha tradicional y de los hábitos de composición", mientras que Svein Egil Hatlevik, de Fleurety, identifica al avant-garde metal como "una ideología estética" para "hacer música que es más que metal medio". También piensa que el heavy metal es "un campo en el que tiene sentido ser vanguardista" porque "es uno de los campos artísticos más conservadores del mundo". Sin embargo, no todo el mundo está de acuerdo en emplear este término para definir un subgénero del heavy metal. Jeff Arwadi, de la banda Kekal, avisa que "cuando un subgénero se establece no hace más que crear límites, y no creo que sea sabio intentar establecer un subgénero que límite la creatividad y la expresión". Chlordane de The Amenta discrepa sobre la tendencia de considerar avant-garde a "cualquiera que haga algo ligeramente raro", arguyendo que el término solo debería emplearse cuando una banda está "empujando la música adelante", insinuando que el mero hecho de incluir música clásica en el heavy metal no es avant-garde puesto que "ya se ha hecho", "no es nuevo" y "no ofrece nada".

## Diferencias con el metal progresivo
Aunque tanto el metal progresivo como el avant-garde metal están a favor de la experimentación y de las ideas peculiares, hay diferencias bastante reconocibles entre ambos géneros. La experimentación en el metal progresivo se basa mayormente en tocar ritmos y estructuras complejas con instrumentos tradicionales. Para el avant-garde metal, la experimentación se basa en el uso de instrumentos y sonidos poco comunes. El metal progresivo también pone más énfasis en la interpretación y el virtuosismo, mientras que el avant-garde metal es menos ortodoxo y tiende a cuestionar muchos de los estándares de la música. Varias bandas de avant-garde metal son minimalistas, algo que entra en contraposición con la filosofía del metal progresivo.